# Voldemārs Bērziņš
Voldemārs Bērziņš (* 3. Dezemberjul. / 16. Dezember 1905greg. in Riga; † 5. April 2002 in Riverside) war ein lettischer Fußballspieler und -trainer.

## Karriere
Voldemārs Bērziņš spielte in seiner Vereinskarriere von 1927 bis 1936 beim RFK Riga, mit dem er in den 1930er Jahren viermal lettischer Meister wurde. 
Im Mai 1927 debütierte Bērziņš in der lettischen Nationalmannschaft in einem Länderspiel gegen Schweden. Mit der lettischen Landesauswahl nahm er achtmal am Baltic Cup teil und gewann diesen mit der Mannschaft viermal. Insgesamt absolvierte er 40 Länderspiele für Lettland und war der Spieler nach Ēriks Pētersons, Jānis Lidmanis und Alberts Šeibelis mit den meisten Einsätzen vor dem Zweiten Weltkrieg.
Mindestens im Jahr 1946 trainierte Bērziņš den FC Gundelfingen in Deutschland.

## Erfolge
mit RFK Riga:
- Lettischer Meister: 1930, 1931, 1934, 1935

mit Lettland:
- Baltic Cup: 1928, 1932, 1933, 1936